# Veículo para teste de reentrada (ISRO)
O Veículo para Teste de Reentrada (Crew Module Atmospheric Re-entry Experiment) é um veículo experimental da ISRO para o futuro Gaganyaan. Foi lançado de forma bem sucedida no dia 18 de dezembro de 2014 a partir da Segunda Plataforma de Lançamento do Centro Espacial de Satish Dhawan por um GSLV Mk. III projetado pela ISRO como a missão "LVM 3X CARE".

## Características do veículo
O módulo foi montado de ponta cabeça dentro da coifa do GSLV Mk III. A nave foi feita de uma liga de alumínio e tinha uma massa na decolagem de 3,735 kg. Seu diâmetro era de 3100 mm e seu peso de 2698 mm. O módulo tinha uma proteção térmica ablativa. Os paineis laterais eram cobertos com tabletes Medium Density Ablative e o escudo térmico frontal era feito de fenólico de carbono. Era propelida por baterias e seis propulsores de propelente líquido (MMH/MON3).

## Testes iniciais
Um treino para o resgate do módulo foi realizado dia 31 de outubro de 2014 com o navio ICGS Samudra Pahredar da Indian Coast Guard.

## Missão
A nave foi lançada no dia 18 de dezembro de 2014 as 04:00 UTC. O módulo foi separado na altitude esperada de 126 km e numa velocidade de 5400 m/s. Entrou na fase costeira onde realizou três manobras de controle do eixo com o objetivo de conseguir um ângulo de ataque de 0º na reentrada.
A reentrada balística começou numa altitude de 80 km. Nessa altitude, a propulsão foi desligada. O escudo térmico experimentou temperaturas de 1,000ºC e a cápsula teve uma aceleração de 13Gs.
Depois da reentrada o veículo realizou uma descida e amerissagem durante a qual a validação completa do paraquedas foi realizada, incluindo a separação da cobertura e a abertura do paraquedas numa configuração em grupo. A sequencia de liberação começou quando a nave havia desacelerado até uma velocidade de 233 m/s. O módulo carregou três estágios de paraquedas, os quais vieram em pares. Primeiro, dois paraquedas pilotos de 2,3 metros de diâmetro eram liberados, seguidos pelos droque de 6,2 metros, que desaceleraram a cápsula para até 50 m/s. Então, os dois principais foram liberados a cerca de 5 km de altitude. Esses paraquedas, cada um com 31 metros de diâmentro, foram os maiores já feitos na Índia.
A nave amerissou no Golfo de Bengala a cerca de 600 km de Port Blair nas Ilhas Andamão e a cerca de 1600 km do centro de lançamento em Sriharikota. Imediatamente após o pouso, os paraquedas foram soltos. A nave foi resgatada pela Indian Coast Guard após ter seu sinal rastreado. A duração total, do lançamento ao pouso, foi de 20 minutos e 43 segundos.
Após o resgate do módulo, este foi levado para Chennai no dia 22 de dezembro de 2014, daonde foi levado para o Centro Espacial Satish Dhawan para processamento inicial. De lá, o módulo foi enviado para o Vikram Sarabhai Space Centre para estudo e análise adicional.